# アビバ (保険会社)
アビバ（Aviva、LSE: AV, NYSE: AV）はイギリス・ロンドンに本社を置く保険会社。1998年にコマーシャル・ユニオンとゼネラル・アクシデントが合併してCGUとなった。2000年にノリッジ・ユニオンとCGUが合併、CGNUとなった。2001年、白山保険（White Mountains Insurance Group）にアメリカの総合保険事業を売却し、翌2002年も世界規模のスリム化を達成した上でアビバという社名を冠した。2003年1月、中糧集団とジョイント・ベンチャー。2005年に王立自動車クラブ（Royal Automobile Club）を買収。2009年ナショナルオーストラリア銀行へ豪ノリッジ・ユニオンをふくむ豪アビバの資産運用部門と生命保険部門を売却した。現在もなお、世界21カ国・地域で展開している多国籍企業であるが、特に中国で活発に動いている。

## コマーシャル・ユニオン
母体3社ではコマーシャル・ユニオン（Commercial Union）が最大規模である。同社は大火事（1861 Tooley Street fire）の後1861年、テムズ川の南に創設された。ほどなくしてハンブルクなどに代理店を設けた。1862年から生命保険をあつかいはじめ、1863年に海上保険の引受人として指名された。貿易と関わりながら、1860年代末までに南アやカリブ海に代理店を設けて、イギリス商人に利用させた。サンフランシスコとニューヨークにも代理店をもった。1870年代初めにシカゴとボストンの大火をうけて保険金を払った。1880年代までアメリカ事業は同社保険料収入の1/3超を稼ぎ出した。19世紀末、欧州、カナダ、オーストラリアへ事業を拡大し、保険料収入の3/4を海外から計上した。火災保険において、コマーシャル・ユニオンはロイヤル保険（現RSA、ロスチャイルドのアライアンス保険が母体の一つ）に次ぐ地位を築いた。
20世紀初めにコマーシャル・ユニオンは初代GMのエヴァン・ロジャー・オーウェン（Evan Roger Owen）を指名した。1900年にマンチェスターの保険会社を買収した（Palatine Insurance）。これによりコマーシャル・ユニオンは、火災・生命・海上・損保すべてを営むようになった。さらに6件ほど吸収合併がつづいた（Ocean, Union Assurance, Hand-in-Hand Fire and Life Insurance Sciety, etc.）。アメリカでは2件（Philadelphia-based American, California Insurance Company）。1906年サンフランシスコ地震が起こり、買収の対象となった2社は損害を出していた。コマーシャル・ユニオンは巨額の英国債を消化しながら第一次世界大戦が終わるまで成長しつづけた。戦間期には自動車企業株を買い増して、1926年にブリティッシュ・ゼネラルを買収した。
第二次世界大戦後の価格競争は熾烈を極め、コマーシャル・ユニオンは次々とライバルを買収した。1968年総合保険4位がCUの軍門に下った（Northern and Employers Assurance, founded in 1960）。1975年、主にアメリカでの損失引き受けを原因とする多年の損失を計上した。数年かけてアメリカでの非採算事業を処分する一方、イギリスの欧州経済共同体加盟がその市場へ参入する機会となった。1970年代初期にはベルギーの会社（Les Provinces Reunies）とオランダの総合保険会社（Delta Lloyd）を買収した。1984-5年に計上した損失を受けてさらにアメリカ事業を縮小した。そして欧州事業が保険料収入の三割を稼ぐようになった。1990年に持株会社を設立。1992年ポーランドへ支店を設け、1996年南アとベトナムで事務所を開いた。

## ゼネラル・アクシデント
ゼネラル・アクシデント（General Accident）もコマーシャル・ユニオンのように国家経済の工業化を背景として創設されたが、しかし火災保険よりも使用者責任保険を担っていた。貿易組合が劣悪な労働環境を理由に労災責任を訴えたので、1880年使用者責任法（Employers' liability act of 1880）が成立した。1885年ゼネラル・アクシデント・アンド・エンプロイヤーズ・ライアビリティ・アシュランス・アソシエーションが結成された。ゼネラル・アクシデントは、パースの本社からロンドンなどに代表を送った。1887年、フランシス・ノリー・ミラー（Francis Norie-Miller）が社長となって、1944年に会長職を退くまで経営を左右した。
1896年、自動車保険をスタート。1899年スコットランドのゼネラル・ファイアーと合併し、火災保険も始めた。ノリーが1899年にアメリカ事務所を開いたが、すぐにオーストラリア、カナダ、南ア、ベルギー、フランス、オランダへ支店を設けた。1906年、業容拡大で社名がゼネラル・アクシデント火災生命保険となった。
1924年、ノリーは自動車保険で一儲けしようと企んだ。モーリスと提携して、販売車両すべてに保険を一年間無料でサービスしたのだが、その保険料はモーリス負担であった。1930年道路事故法（Road Traffic Act 1930）が追い風となった。1930年代を通じてゼネラル・アクシデントは、火災保険子会社ポトマックをワシントンDCにおくなどして、アメリカでも事業を拡大した。
他の支店は第二次世界大戦後に加えた。1963年、保険協会をつくった（Pennsylvania General Fire Insurance Association）。イギリスでは1967年ヨークシャー・インシュランスを買収した。1980年代のビッグバンにより保険ブローカーと保険会社の垣根がなくなり、欧州統合が市場を拡大させた。ジェネラル・アクシデントは同年代末までに500を超える不動産取引代理店を買収し、家族生命保険の販路を拓いた。1988年ゼネラル・アクシデントは収益性の悪さを分かりながらNZIを買収した。1988年マサチューセッツから完全撤退した。1980年代、損保は異常気象で、生保はエイズで支払が多かった。1990年に持株会社を設立した。リストラがうまくいったので、1993年イギリスの総合保険で最大の利益を計上した。1995年は自動車保険のサブレ（Sabre）を、1996年にプロビデント・ミューチュアルを、1997年にはカナダ・ゼネラル・インシュランスを買収した。

## ノリッジ・ユニオン
コマーシャル・ユニオンとゼネラル・アクシデントは1998年に合併してコマーシャル・ゼネラル・ユニオンとなった（CGU）。そして資産運用サービスとバンカシュランスへ進出した。合併時は損保と生保の会社業容における割合は6対4だったが、1999年には生保（年金やユニット・トラストをふくむ資産運用部門）が全体の5割を超えた。CGUは同年（BNPに対抗して）ソシエテ・ジェネラルと同盟した。さらにロイヤル・バンク・オブ・スコットランド生保の50％買収に合意した。
2000年初めCGUはノリッジ・ユニオン（Norwich Union）と合併して、コマーシャル・ゼネラル・ノリッジ・ユニオン（CGNU）へ統合する計画を立てた。ノリッジ・ユニオンの歴史は長いが、資料の制約内で説明する。

### 同族経営からガーニーへ
ノリッジ・ユニオンは火災保険の相互会社として1797年に創立された。その前からノリッジはサン保険（現RSA）や王立取引所の顧客と親しかった。1785年に名望家が集まってガーディアンなる火災保険をつくっていた。ノリッジ・ユニオンに話を戻す。同社の創立者はマーチャント・バンカー（merchant banker）のトーマス・ビグノルド（Thomas Bignold）であった。定款により、彼は会社保険料収入の5％を受け取り、そこから再生産と給与支払に充てていた。これは公私を混同していた。この定款はロンドンでの業務を禁じていたが、それは無視された。内紛がおこり、同族経営が定款で改められ、1815年に社長がサミュエル・ビグノルドに交代した。
1866年にアミカブル・ソサイエティ（Amicable Socoiety）を買収した。1870年にクラウン・バンクが破綻して以来、ガーニー家（Gurneys）がノリッジ・ユニオンの金庫番であった。1896年、ノリッジへバークレイズが進出してきて、ノリッジ・ユニオンと人材を共有した。そしてサミュエル・ガーニー・バクストン（Samuel Gurney Buxton, 1838-1909）がノリッジ・ユニオンの重役となっていた。
20世紀初頭、ノリッジ・ユニオンは生命保険も手がける英連邦の多国籍企業となっていた。1920年、その火災保険部門はフェニックス・アシュランス（現RSA）に買収されたが、しかし5年後に生命保険部門がそれを買い戻した。戦間期、バークレイズ=ノリッジ支店の重役室はガーニー家の子孫らが支配していた（Quintin Edward Gurney, 1883–1968）。そしてノリッジ・ユニオンの幹部は地元の政治家でもあった（George Chamberlin）。しかし胴元のバークレイズは徐々に経営陣を入れ替えた。

### 宿敵シティをアメリカと破る
モーゲージ貸付はノリッジ・ユニオンの伝統的な業務であったが、戦後直後に制限されたので、住宅のローンおよび総合保険を大々的に売り込んだ。1949年まで毎年700万ポンドを貸付け、1955年までにモーゲージは総資産の46％を占めた。
1962年12月、コンチネンタル・コーポレーション（Continental Corporation）がノリッジ・ユニオン火災のアメリカ事業を買収した。1963年、保守党のマンクロフト卿（Stormont Mancroft, 2nd Baron Mancroft）がユダヤ人であるという理由でノリッジ・ユニオンの重役から降ろされた。シティ・オブ・ロンドンとヨーロッパの金融戦争がもう始まっていた。
1976年、リーガル&ジェネラルが南ア総合保険事業をノリッジ・ユニオンのそれと合併した（Aegis Insurance Company）。同年、合弁会社ノリッジ・ヴィンタートゥールを、ノリッジ・ユニオンと現アクサのヴィンタートゥール（Winterthur Group）と千代田火災海上保険が、それぞれ順に48.5％、48.5％、3％を出資して設立した。
1983年、ノリッジ・ユニオンは子会社のAP銀行をリッグス銀行（旧第二合衆国銀行）へ3590万ドルで売却した。
ノリッジ・ユニオンがワファバンクと関係したころである。1986年ビッグバンのときにカザノヴ商会（現JPモルガン・チェース）が証券引受けシンジケートを組成しているが、組成はロイヤル・バンク・オブ・スコットランドの協力によっており、参加者はノリッジ・ユニオンやスコティッシュ・エクイタブル（Scottish Equitable）、リーガル&ジェネラルなど7機関投資家であった。1991年、予めイングランド銀行の斡旋で相手方株主と接触していたノリッジ・ユニオンは、テイス社（Tace plc.）の取締役会を入れ替えようとして報道も追い風に成功させた。このときの副会長はジェームズ・クレミンソン（James Cleminson）であった。